# Schleswig-Holstein
Schleswig-Holstein, cu pronunția [șles-vic hol-ștain], este cel mai nordic land din Germania. Se învecinează la nord cu Danemarca, la est cu landul Mecklenburg - Pomerania Inferioară și la sud cu landurile Saxonia Inferioară și Hamburg.
Are țărm atât la Marea Nordului (spre vest), cât și la Marea Baltică (spre est).
Suprafața landului măsoară 15.799 km², iar populația este de 2.838.000 de locuitori.
Capitala landului se află la Kiel. Landul este subîmpărțit în 4 districte urbane (kreisfreie Stadt) și 11 districte rurale (Kreis).

Districte

## Istorie
În 1864, cancelarul prusac Otto von Bismarck s-a aliat cu Austria pentru a învinge Danemarca într-un război scurt (Al Doilea Război Germano-Danez), reușind să cucerească astfel Schleswig-Holstein.

## Districte
| Orașe district urban: 1. Flensburg (pe harta de mai sus marcat cu „Fl”) 2. Kiel („Kl”) 3. Lübeck (HL - de la Hansestadt Lübeck) 4. Neumünster („NMS”) | Districtele rurale: 1. Dithmarschen 2. Lauenburg (oficial: Herzogtum Lauenburg) 3. Nordfriesland 4. Ostholstein 5. Pinneberg 6. Plön 7. Rendsburg-Eckernförde 8. Schleswig-Flensburg 9. Segeberg 10. Steinburg 11. Stormarn |

## Guvernare
În urma alegerilor din 2017 s-a format o nouă coaliție guvernamentală compusă din CDU, Verzii și FDP. Guvernul landului este condus de Daniel Günther (CDU).